# 狩野松栄

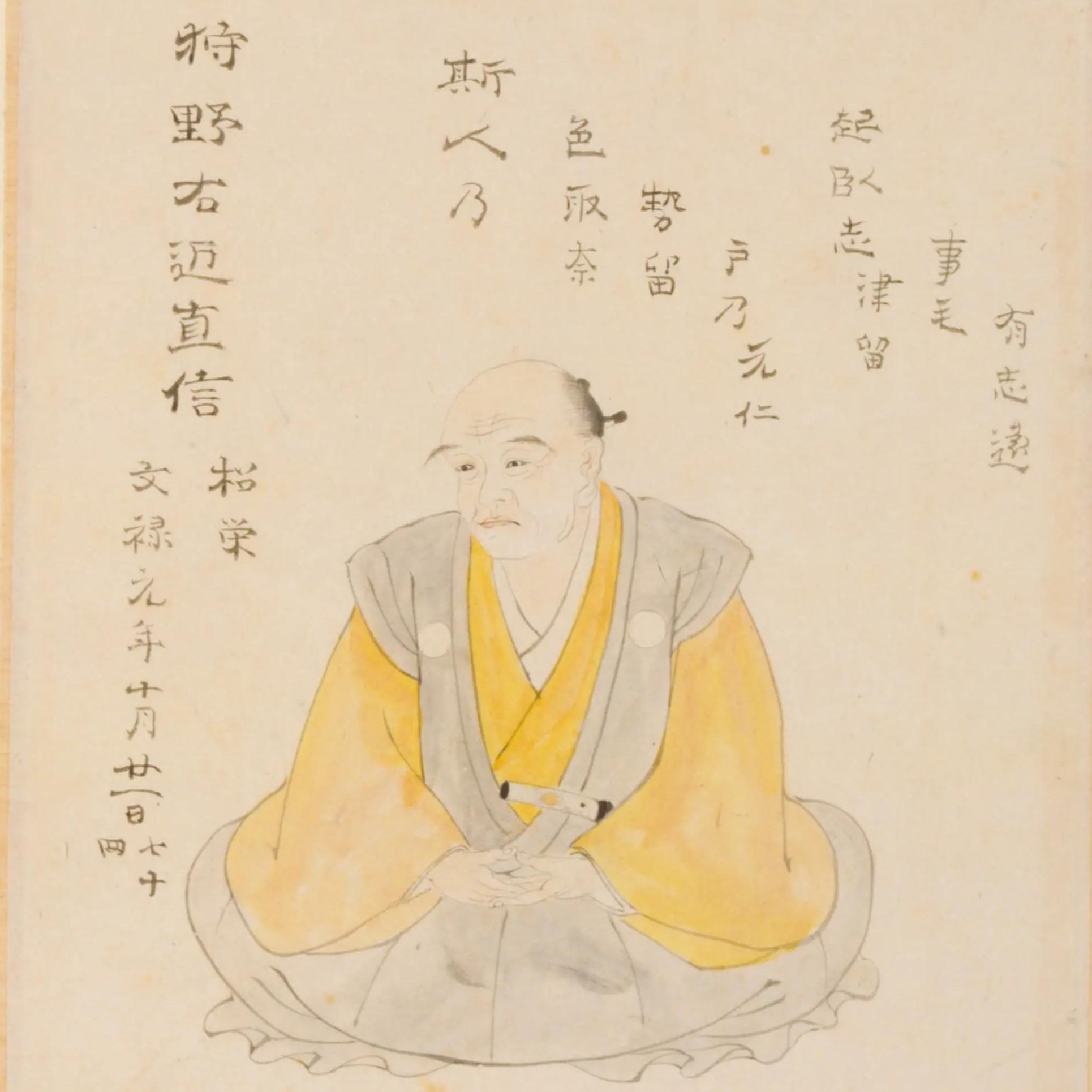
狩野松栄（『肖像集』）

狩野 松栄（かのう しょうえい、永正16年（1519年） - 天正20年10月21日（1592年11月24日））は、安土桃山時代の狩野派の絵師。名は直信、通称は源七、松栄は剃髪後の号。狩野元信の三男で、兄に狩野宗信、狩野秀頼。長男は狩野永徳、次男は狩野宗秀、三男はのちに表絵師の神田松永町狩野家を興す狩野宗也、四男は同じく表絵師の下谷御徒町狩野家の祖・狩野長信である。

## 略伝

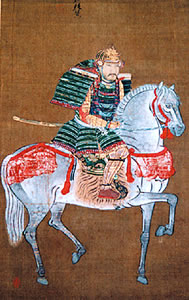
益田元祥像

松栄の兄2人が早世したため、狩野家を継いだ。天文期には元信に従って、石山本願寺の障壁画制作に参加し（作品は現存せず）、門主・証如より酒杯を賜っている。おそらく、当時最大の顧客であった証如と引き合わせるための元信の配慮であろう。続いて元亀年間は、宮廷や公家と交渉していた記録が残っており、後の狩野派飛躍のために目立たぬ努力をしていたのが窺える。
永禄9年（1566年）に永徳と共に描いた大徳寺塔頭聚光院の障壁画が有名。この2年後には大友宗麟の招きで旅に出ており、途中の厳島で年を越し絵馬を奉納した。天正に入ると永徳の活躍が目立ち、松栄は動静の詳細をたどれなくなるが、おそらく永徳のサポートに徹していたのであろう。永徳の死（1590年）の2年後、天正20年（1592年）に74歳で逝去。
画才では、時代様式を創り出した父・元信や子の永徳に及ばなかったが、元信様式を忠実に受け継ぎ、狩野派の伝統的な祖法として定着させた。その画風は永徳のような迫力に欠け、鑑賞者にやや地味な印象をあたえるけれども、筆致は柔軟で温雅さがある作品を残した。
門人に「豊国祭礼図屏風」や「南蛮屏風」で知られる根岸御行松家初代の狩野内膳、築地小田原町家と芝金杉片町家の祖となる狩野宗心などがいる。

## 代表作
| 作品名                     | 技法         | 形状・員数   | 寸法（縦x横cm）   | 所有者               | 年代                       | 落款・印章       | 文化財指定         | 備考 |
| -------------------------- | ------------ | ------------ | ----------------- | -------------------- | -------------------------- | ---------------- | ------------------ | --- |
| 四季花鳥図                 | 紙本金地着彩 | 衝立4面      |                   | 京都・瑞峯院         | 天文期                     |                  |                    | |
| 仏涅槃図                   | 紙本着色     | 1幅          | 591×352           | 大徳寺               | 1563年（永禄6年）          |                  | 重要文化財         | 591×352cmの巨大な仏涅槃図で、松栄の基準作。明兆の「大涅槃図」、長谷川等伯の「仏涅槃図」と並んで「三大涅槃」と呼ばれる。 |
| 聚光院方丈障壁画           |              | 紙本墨画     |                   | 聚光院               | 1566年（永禄9年）          |                  | 国宝               | 永徳との合作で松栄は礼の間「瀟湘八景図」（8面）、衣鉢の間「竹虎遊猿図」（6面）、仏間「蓮池藻魚図」「花鳥図」（6面と2面、小襖）を担当。藻魚図は永徳筆の「四季花鳥図」中央部から奥の部屋の下襖に描かれている。花鳥図の襖を開けた際、永徳画の川と松栄の魚に一体感が生まれ、永徳の絵に奥行きを生む効果をあげている。 |
| 三十六歌仙図扁額           |              |              |                   | 多賀大社             | 永禄12年（1569年）11月     |                  |                    | 遠藤直経が奉納 |
| 承天寺境内図（松庵図）     |              | 1幅          |                   | 個人                 | 1570年（元亀元年）         |                  |                    | 策彦周良賛 |
| 三十六歌仙絵               | 紙本著色     | 全36図       |                   | 茨城・大生郷天満宮   | 1578年（天正6年）          |                  | 茨城県指定文化財   | 三条西実枝撰、多賀谷重経奉納 |
| 四季花鳥図                 | 紙本金地着色 | 六曲一双     |                   |                      | 1581年（天正9年）          |                  |                    | 筒井順慶が興福寺に贈ったもの |
| 益田元祥像                 | 絹本着色     | 1幅          |                   | 島根県立石見美術館   | 1582-92年（天正10-20年）頃 | 「直信」印       | 重要文化財         | 如天玄勲賛 |
| 吉川元長像                 | 紙本著色     | 1幅          | 74.8x31.5         | 吉川史料館           | 1582-92年（天正10-20年）頃 | 無               |                    | 濟蔭玄宏賛。無款記だが、本作の事を指すと思われる元長の手紙に「狩源」に依頼したとあり、面貌や梅の表現が松栄画に近いことから松栄作の可能性が高い。 |
| 四季花鳥図屏風             | 紙本着彩     | 六曲一双     |                   | 山口県立美術館       |                            |                  |                    | |
| 二十四孝図屏風             | 紙本墨画     | 六曲一双     |                   | 洛東遺芳館           |                            |                  |                    | |
| 二十四孝図屏風             | 紙本墨画     | 六曲一双     | 154.0×337.5（各） | 個人                 |                            | 「直信」朱文壺印 |                    | |
| 釈迦堂春景図屏風           | 紙本着色     | 二曲一隻     | 126.7x175.6       | 京都国立博物館       |                            |                  |                    | |
| 四季花鳥図屏風             | 六曲一双     | 紙本墨画淡彩 |                   | 京都国立博物館       |                            |                  |                    | |
| 水辺花鳥図屏風             | 紙本墨画     | 六曲一隻     | 本間屏風          | 相国寺               |                            |                  |                    | |
| 柿本人麻呂・山部赤人図     | 紙本著色     | 2幅          | 83.7x45.0（各）   | 鳥取県立博物館       |                            | 「直信」朱文壺印 |                    | |
| 梅に小禽・梔子花に叭々鳥図 | 墨画         | 2幅          | 101.5x55.1（各）  | 東京国立博物館       |                            |                  |                    | |
| 梨花鳥図                   | 紙本着色     | 1幅          |                   | いすみ市郷土資料館   |                            |                  | いすみ市指定文化財 | |
| 花鳥図屏風                 | 紙本淡彩     | 六曲一隻     | 152.2x360.0       | ボストン美術館       |                            |                  |                    | |
| 花鳥図                     | 紙本墨画淡彩 | 1幅          | 131.4x48          | ボストン美術館       |                            |                  |                    | |
| 四高士図屏風               | 紙本淡彩     | 六曲一隻     |                   | クリーブランド美術館 |                            |                  |                    | |

## 参考資料
- 週刊朝日百科『世界の美術』119号「安土桃山時代の絵画」朝日新聞社、1980年

展覧会図録
- 『室町時代の狩野派　画壇制覇への道』 京都国立博物館、1996年
- 『特別展覧会 狩野永徳』 京都国立博物館、2007年